# Condemios de Arriba
Condemios de Arriba ist ein zentralspanischer Ort und eine Gemeinde (municipio) mit 113 Einwohnern (Stand: 2024) im Nordwesten der Provinz Guadalajara in der Autonomen Gemeinschaft Kastilien-La Mancha. Neben dem Hauptort Condemios de Arriba gehört die Ortschaft Aldeanueva de Atienza zur Gemeinde. 

## Lage und Klima
Condemios de Arriba liegt in einer Höhe von ca. 1315 m in der Kulturlandschaft der Serranía. Die Entfernung zur südlich gelegenen Provinzhauptstadt Guadalajara beträgt ca. 55 Kilometer (Fahrtstrecke). Das Klima ist gemäßigt bis warm; Regen (659 mm/Jahr) fällt übers Jahr verteilt.

## Bevölkerungsentwicklung
| Jahr      | 1970 | 1981 | 1991 | 2001 | 2011 | 2021 |
| Einwohner | 219  | 222  | 187  | 159  | 143  | 110  |

## Sehenswürdigkeiten
- Vinzenzkirche